# LNFA 1996
La LNFA 1996 fue la II edición de la Liga Nacional de Fútbol Americano, que se disputó entre enero y junio de 1996.
Se denominó oficialmente II Liga Beefeater de Football Americano debido al patrocinio comercial de la marca Beefeater. También se la conoció como II Liga de la AEFA puesto que la organizaba la Agrupación Española de Fútbol Americano (AEFA).  
La disputaron 12 equipos en un grupo único.
Madrid Panteras renovó el título de campeón al vencer a Vilafranca Eagles 21-17 en la final, disputada nuevamente en el Estadio Olímpico de Madrid el sábado 8 de junio de 1996 ante unos 8000 espectadores.
Richard Dunckley, jugador de Panteras, fue elegido mejor jugador del partido, y Tom Norton, también de Panteras, fue el MVP de la temporada. 
Al término de la temporada regular, donde cada equipo disputó once encuentros, la clasificación final fue la siguiente:
| Puesto | Equipo               | Ganados | Perdidos | Empates |                        |
| ------ | -------------------- | ------- | -------- | ------- | ---------------------- |
| #1     | Vilafranca Eagles    | 10      | 1        | 0       | Playoffs por el título |
| #2     | Madrid Panteras      | 10      | 1        | 0       | Playoffs por el título |
| #3     | Barcelona Boxers     | 9       | 2        | 0       | Playoffs por el título |
| #4     | Badalona Drags       | 7       | 3        | 1       | Playoffs por el título |
| #5     | L'Hospitalet Pioners | 7       | 4        | 0       | Playoffs por el título |
| #6     | Coslada Camioneros   | 7       | 4        | 0       | Playoffs por el título |
| #7     | Poblenou Búfals      | 4       | 5        | 2       | Playoffs por el título |
| #8     | Zaragoza Lions       | 3       | 7        | 1       | Playoffs por el título |
| #9     | Madrid Osos          | 3       | 8        | 0       |                        |
| #10    | Calviá Voltors       | 2       | 9        | 0       |                        |
| #11    | Valencia Bats        | 2       | 9        | 0       |                        |
| #12    | Bilbao Knights       | 0       | 11       | 0       |                        |

## Play-offs
Se clasificaron para disputar los play-offs por el título los ocho primeros clasificados de la temporada regular.
|  | Cuartos de final (4 y 5 de mayo) | Cuartos de final (4 y 5 de mayo) | Cuartos de final (4 y 5 de mayo) |          |    | Semifinales (18 y 19 de mayo) | Semifinales (18 y 19 de mayo) | Semifinales (18 y 19 de mayo) |  |    | Final (8 de junio, 18:30 h.) | Final (8 de junio, 18:30 h.) | Final (8 de junio, 18:30 h.) |  |
|  |                                  |                                  |                                  |          |    |                               |                               |                               |  |    |                              |                              |                              |  |
|  |                                  |                                  |                                  |          |    |                               |                               |                               |  |    |                              |                              |                              |  |
|  | #1                               | Eagles                           | 34                               |          |    |                               |                               |                               |  |    |                              |                              |                              |  |
|  | #1                               | Eagles                           | 34                               |          |    |                               |                               |                               |  |    |                              |                              |                              |  |
|  | #8                               | Lions                            | 0                                |          |    |                               |                               |                               |  |    |                              |                              |                              |  |
|  | #8                               | Lions                            | 0                                |          | #1 | Eagles                        | 42                            |                               |  |    |                              |                              |                              |  |
|  |                                  |                                  |                                  |          | #1 | Eagles                        | 42                            |                               |  |    |                              |                              |                              |  |
|  |                                  |                                  | #5                               | Pioners  | 9  |                               |                               |                               |  |    |                              |                              |                              |  |
|  | #4                               | Drags                            | #5                               | Pioners  | 9  | 9                             |                               |                               |  |    |                              |                              |                              |  |
|  | #4                               | Drags                            |                                  |          |    |                               |                               |                               |  |    |                              |                              |                              |  |
|  | #5                               | Pioners                          | 12                               |          |    |                               |                               |                               |  |    |                              |                              |                              |  |
|  | #5                               | Pioners                          | 12                               |          |    |                               |                               |                               |  | #1 | Eagles                       | 17                           |                              |  |
|  |                                  |                                  |                                  |          |    |                               |                               |                               |  | #1 | Eagles                       | 17                           |                              |  |
|  |                                  |                                  | #2                               | Panteras | 21 |                               |                               |                               |  |    |                              |                              |                              |  |
|  | #2                               | Panteras                         | #2                               | Panteras | 21 | 34                            |                               |                               |  |    |                              |                              |                              |  |
|  | #2                               | Panteras                         |                                  |          |    |                               |                               |                               |  |    |                              |                              |                              |  |
|  | #7                               | Búfals                           | 14                               |          |    |                               |                               |                               |  |    |                              |                              |                              |  |
|  | #7                               | Búfals                           | 14                               |          | #2 | Panteras                      | 27                            |                               |  |    |                              |                              |                              |  |
|  |                                  |                                  |                                  |          | #2 | Panteras                      | 27                            |                               |  |    |                              |                              |                              |  |
|  |                                  |                                  | #3                               | Boxers   | 6  |                               |                               |                               |  |    |                              |                              |                              |  |
|  | #3                               | Boxers                           | #3                               | Boxers   | 6  | 43                            |                               |                               |  |    |                              |                              |                              |  |
|  | #3                               | Boxers                           |                                  |          |    |                               |                               |                               |  |    |                              |                              |                              |  |
|  | #6                               | Camioneros                       | 0                                |          |    |                               |                               |                               |  |    |                              |                              |                              |  |
|  | #6                               | Camioneros                       | 0                                |          |    |                               |                               |                               |  |    |                              |                              |                              |  |
|  |                                  |                                  |                                  |          |    |                               |                               |                               |  |    |                              |                              |                              |  |